# Johann Georg Meusel

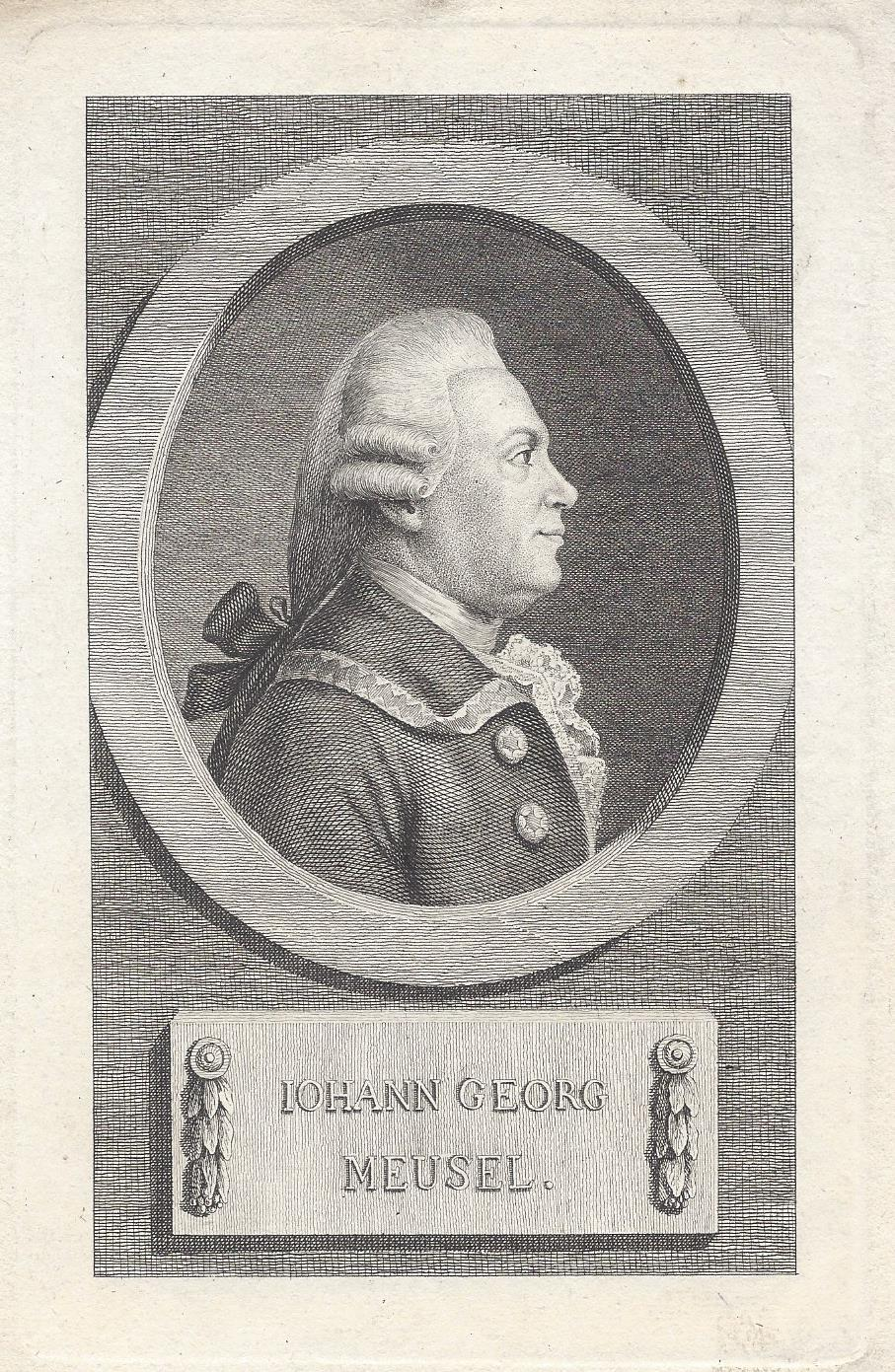
Johann Georg Meusel, Frontispiz (1790)

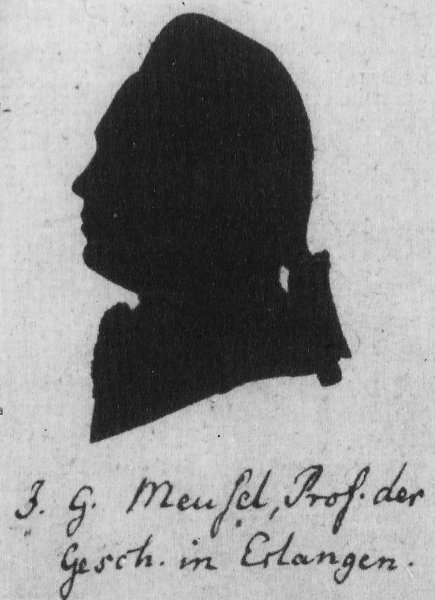
Johann Georg Meusel, Scherenschnitt (um 1790)

Johann Georg Meusel (* 17. März 1743 in Eyrichshof; † 19. September 1820 in Erlangen) war ein deutscher Historiker, Lexiko- und Bibliograf.

## Leben
Johann Georg Meusel war das älteste von zehn Kindern des Schulmeisters und Kantors Johann Nikolaus Meusel und seiner Ehefrau Susanna Margaretha geb. Roth. Der Vater verstarb in seinem achtzigsten Lebensjahr am 30. Dezember 1796 in Eyrichshof. Nachdem er zunächst von seinem Vater unterrichtet worden war, besuchte er ab 1755 die Rathsschule in Coburg und ab 1758 das dortige Gymnasium Casimirianum, das er mit Auszeichnung im Jahre 1764 verließ, um auf den Wunsch seiner Mutter hin Theologie zu studieren. Nach einer missglückten Probepredigt begann er in Göttingen mit dem Studium der Geschichte und der Philosophie. Seine Göttinger Lehrer waren der Historiker Johann Christoph Gatterer, der Statistiker Gottfried Achenwall, der Philologe Christian Gottlob Heyne und Georg Christoph Hamberger, dessen Interesse der Geschichte der Gelehrten galt, sowie der Philologe Christian Adolph Klotz, dem er 1766 nach Halle folgte. In Halle wurde er zum Magister promoviert und hielt dort Vorlesungen über die antiken Schriftsteller und zur Gelehrtengeschichte. Am 10. Juni 1768 wurde er in Erfurt zum ordentlichen Professor für Geschichte ernannt.
Kurz darauf erfolgte Meusels Ernennung zum hochfürstlichen Brandenburgischen und Quedlinburgischen Hofrat. Am 3. April 1769 heiratete er Anna Cordula Herchenhahn, die älteste Tochter des Coburger Ratsherrn Anton Herchenhahn. Zu seinen Kollegen in Erfurt gehörten für einige Zeit auch Karl Friedrich Bahrdt und Christoph Martin Wieland, mit dem er später rege korrespondierte. Im Jahre 1779 folgte Meusel einem Ruf an die Universität Erlangen. Meusel war Mitglied verschiedener gelehrter Gesellschaften; am 15. Juli 1794 wurde er als Ehrenmitglied des Pegnesischen Blumenordens (P.Bl.O.) aufgenommen, der einzigen deutschen Sprach- und Literaturgesellschaft der Barockzeit, die seit 1644 bis heute besteht. Anlässlich seines 50-jährigen Lehrjubiläums erhielt er als Auszeichnung den Titel eines Geheimen Hofraths. Im Jahre 1820 starb er infolge von mehreren Schlaganfällen.

## Wirken
Meusel beteiligte sich sein Leben lang an der Herausgabe von Reihen und Periodika. Von Klotz ermuntert, edierte er die Betrachtungen über die neuesten historischen Schriften, die er, nachdem sie 1774 mit einem fünften Teil eingestellt worden waren, noch bis 1787 unter anderen Namen weiterführte. Von 1777 bis 1779 verantwortete er die Bände 17 bis 20 einer in Halle erscheinenden Allgemeinen Welthistorie. Auch gründete er das Magazin Der Geschichtsforscher, das von 1777 bis 1779 erschien und das er ebenfalls unter anderen Titeln bis 1782 weiter veröffentlichte. Von 1779 bis 1808 gab er nahezu ununterbrochen verschiedene Periodika zur Kunstbetrachtung heraus. Er war auch zwischen 1773 und 1779 zeitweiliger Mitarbeiter an Wielands Teutschem Merkur sowie seit 1775 an Christoph Friedrich Nicolais Allgemeiner deutscher Bibliothek.
Nachdem Hamberger 1773 gestorben war, übernahm Meusel dessen Quellenwerk Das gelehrte Teutschland, das er bis zu seinem Tode weiterführte zu 23 Bänden, die bis 1834 fünf erweiterte Auflagen erlebten. Zwischen 1802 und 1816 ergänzte er dieses Werk um ein 15-bändiges Lexikon der von 1750 bis 1800 gestorbenen teutschen Schriftsteller. Bereits 1778 war sein zweibändiges Teutsches Künstlerlexikon erschienen. Darüber hinaus erfasste er auch Komponisten und Musiker seiner Zeit in lexikalischer Form.

## Bedeutung
Das über Meusels Tod hinausgeführte lexikalische Werk zu den deutschen Schriftstellern und Gelehrten umfasste insgesamt 43 Bände und gilt als Vorläufer von Kürschners deutschem Literatur-Kalender, der ab 1879 in Berlin erschien. Meusels Verdienst war, neben den Lebens- und Wirkungsdaten auch sämtliche ihm zugängliche bibliografischen Hinweise einzuarbeiten, ebenso Bildverweise anzulegen und auch entlegene Schriften und Anonyma zu berücksichtigen. Der Hamberger/Meusel oder auch Meusel gilt daher auch heute noch als ein einzigartiges Nachschlagewerk zur Erschließung der Geisteswelt des 18. Jahrhunderts.

## Werke (Auswahl)
- Die Allgemeine Welthistorie durch eine Gesellschaft von Gelehrten in Teutschland und Engelland ausgefertigt. In einem vollständigen und pragmatischen Auszuge. Verfasset von Johann Georg Meusel. XVI. bis XX. Band. [1777–1779].
- Georg Christoph Hamberger, Johann Georg Meusel: Das gelehrte Teutschland, oder Lexikon der jetzt lebenden teutschen Schriftsteller. (Angefangen 1767 von Georg Christoph Hamberger, fortgesetzt von Johann Georg Meusel). 23 Bände. Meier, Lemgo 1767–1770; 5. Auflage ebenda 1796–1834; Neudruck Hildesheim 1965–1979.
- Lexikon der vom Jahr 1750 bis 1800 verstorbenen teutschen Schriftsteller. 15 Bände. Gerhard Fleischer, Leipzig 1802–1816:

1. A – B. Gerhard Fleischer, Leipzig 1802 (digital, Bayerische StaatsBib.).
2. C – D. Gerhard Fleischer, Leipzig 1803 (digital, Bayerische StaatsBib.).
3. E – F. Gerhard Fleischer, Leipzig 1804 (digital, Bayerische StaatsBib.) (Google Books).
4. G. Gerhard Fleischer, Leipzig 1804 (digital, Bayerische StaatsBib.).
5. H – Hizler. Gerhard Fleischer, Leipzig 1805 (digital, Bayerische StaatsBib.).
6. Ho – Ke. Gerhard Fleischer, Leipzig 1805 (digital, Bayerische StaatsBib.).
7. Kh – Ky. Gerhard Fleischer, Leipzig 1808 (digital, Bayerische StaatsBib.).
8. L – Maz. Gerhard Fleischer, Leipzig 1808 (digital, Bayerische StaatsBib.).
9. Me – My. Gerhard Fleischer, Leipzig 1809 (digital, Bayerische StaatsBib.).
10. N – Qu. Gerhard Fleischer, Leipzig 1810 (digital, Bayerische StaatsBib.).
11. R. Gerhard Fleischer, Leipzig 1811 (digital, Bayerische StaatsBib.).
12. Sa – Sc. Gerhard Fleischer, Leipzig 1812 (digital, Bayerische StaatsBib.).
13. Se – Sw. Gerhard Fleischer, Leipzig 1813 (Digitalisat bei Google.books.de).
14. T – Well. Gerhard Fleischer, Leipzig 1815 (digital, Bayerische StaatsBib.)  (Google Books).
15. Wels – Z. Gerhard Fleischer, Leipzig 1816(digital, Bayerische StaatsBib.).

- Bibliotheca historica (9 Bde., Leipzig 1782–97)
- Anleitung zur Kenntniß der Europäischen Staatengeschichte nach Gebauerscher Lehrart, Hahnsche Buchhandlung, Leipzig 1816 (digital, Bayerische StaatsBib.).
- Leitfaden zur Geschichte der Gelehrsamkeit. Leipzig 1799 (digital, Bayerische StaatsBib.)
- Teutsches Künstlerlexikon oder Verzeichniss der jetztlebenden teutschen Künstler. Nebst einem Verzeichniss sehenswürdiger Bibliotheken, Kunst-, Münz- und Naturalienkabinette in Teutschland und in der Schweiz, Meyersche Buchhandlung, Lemgo 1778 (Digitalisat).

Zweyter Theil, welcher Zusätze und Berichtigungen des ersten enthält. Meyersche Buchhandlung, Lemgo 1789 (Digitalisat, Bayerische StaatsBib.) (Google Books).
und
1. Band, zweite umgearbeitete Ausgabe, Meyersche Buchhandlung, Lemgo 1808 (digital, Bayerische StaatsBib.).
2. Band, zweite umgearbeitete Ausgabe, Meyersche Buchhandlung, Lemgo 1809 (digital, Bayerische StaatsBib.).

- Archiv für Künstler und Kunst-Freunde (Dresden 1805)
- Lehrbuch der Statistik.  Hahnsche Buchhandlung, Leipzig 1817 (urn:nbn:de:bvb:12-bsb10429780-9)
- Litteratur-Zeitung
  - Jan./Juni = Bd. 1, Walther, Erlangen 1799 (digital, Bayerische StaatsBib.).
  - Juli/Dez. = Bd. 2, Walther, Erlangen 1799 (digital, Bayerische StaatsBib.).
  - Jan./Juni = Bd. 3, Walther, Erlangen 1800 (digital, Bayerische StaatsBib.).
  - Juli/Dez. = Bd. 4, Walther, Erlangen 1800 (digital, Bayerische StaatsBib.).
  - Juli/Dez. = Bd. 6, Walther, Erlangen 1801 (digital, Bayerische StaatsBib.).
  - Jan./Juni = Bd. 7, Walther, Erlangen 1802,(digital, Bayerische StaatsBib.).
- Museum für Künstler und für Kunstliebhaber oder die Fortsetzung der Miscellaneen artistischen Inhalts, alle Stücke erschienen bei C. F. Schwan und G. E. Götz in Mannheim

1. Stück, 1787 (digital Bayerische StaatsBib.).
2. Stück, 1788 (digital Bayerische StaatsBib.).
3. Stück, 1788 (digital Bayerische StaatsBib.).
4. Stück, 1788 (digital Bayerische StaatsBib.).
5. Stück, 1788 (digital Bayerische StaatsBib.).
6. Stück, 1788 (digital Bayerische StaatsBib.).
7. Stück, 1789 (digital Bayerische StaatsBib.).
8. Stück, 1789 (digital Bayerische StaatsBib.).
9. Stück, 1789 (digital Bayerische StaatsBib.).
10. Stück, 1790 (digital Bayerische StaatsBib.).
11. Stück, 1790 (digital Bayerische StaatsBib.).
12. Stück, 1790 (digital Bayerische StaatsBib.).
13. Stück, 1791 (digital Bayerische StaatsBib.).
14. Stück, 1791 (digital Bayerische StaatsBib.).
15. Stück, 1792 (digital Bayerische StaatsBib.).
16. Stück, 1792 (digital Bayerische StaatsBib.).
17. Stück, 1792 (digital Bayerische StaatsBib.).
18. Stück, 1792 (digital Bayerische StaatsBib.).

- Der Geschichtforscher

1. Theil, Johann Jacob Gebauer, Halle 1775 (digital, Bayerische StaatsBib.).
2. Theil, Johann Jacob Gebauer, Halle 1776 (digital, Bayerische StaatsBib.).
3. Theil, Johann Jacob Gebauer, Halle 1776 (digital, Bayerische StaatsBib.).
4. Theil, Johann Jacob Gebauer, Halle 1777 (digital, Bayerische StaatsBib.).
5. Theil, Johann Jacob Gebauer, Halle 1777 (digital, Bayerische StaatsBib.).
6. Theil, Johann Jacob Gebauer, Halle 1778 (digital, Bayerische StaatsBib.).
7. Theil, Johann Jacob Gebauer, Halle 1779 (digital, Bayerische StaatsBib.).

- Beyträge zur Erweiterung der Geschichtkunde

1. Theil, Conrad Heinrich Stage, Augsburg 1780 (digital, Bayerische StaatsBib.).
2. Theil, Conrad Heinrich Stage, Augsburg 1782 (digital, Bayerische StaatsBib.).

- Historische Untersuchungen, 1. Band, Johann Georg Lochner, Nürnberg 1779 (digital, Bayerische StaatsBib.).
- Ueber die Vereinigung der beyden evangelischen Religionspartheyen,  J. J. Palm und Ernst Enke, Erlangen 1818 (digital, Bayerische StaatsBib.).

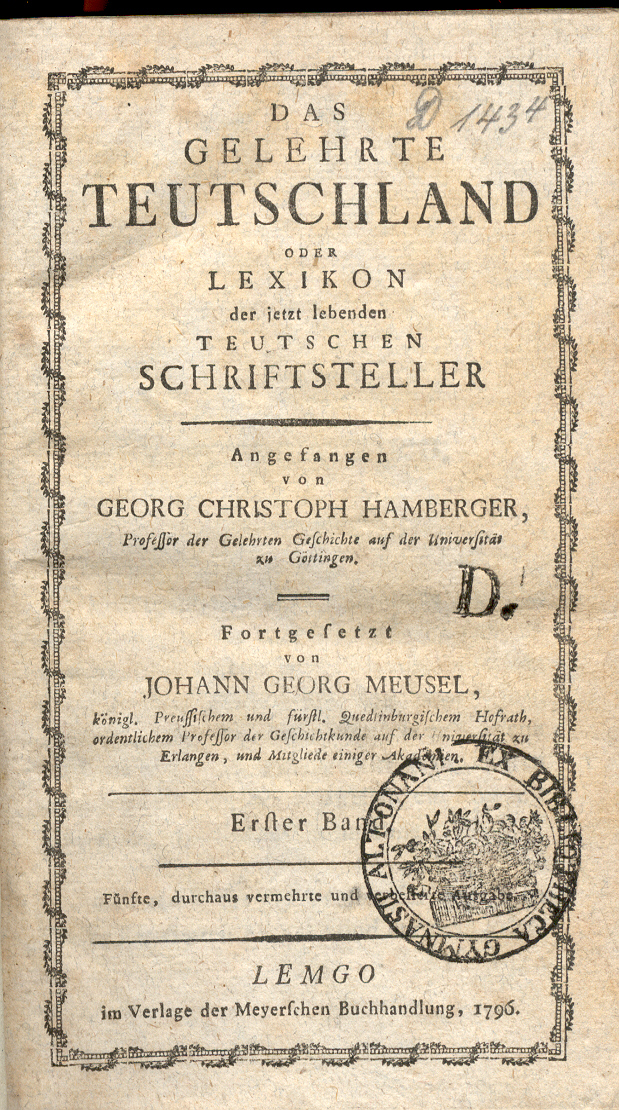
Das gelehrte Teutschland oder Lexikon der jetzt lebenden teutschen Schriftsteller. Titel der 5. Auflage, 1796
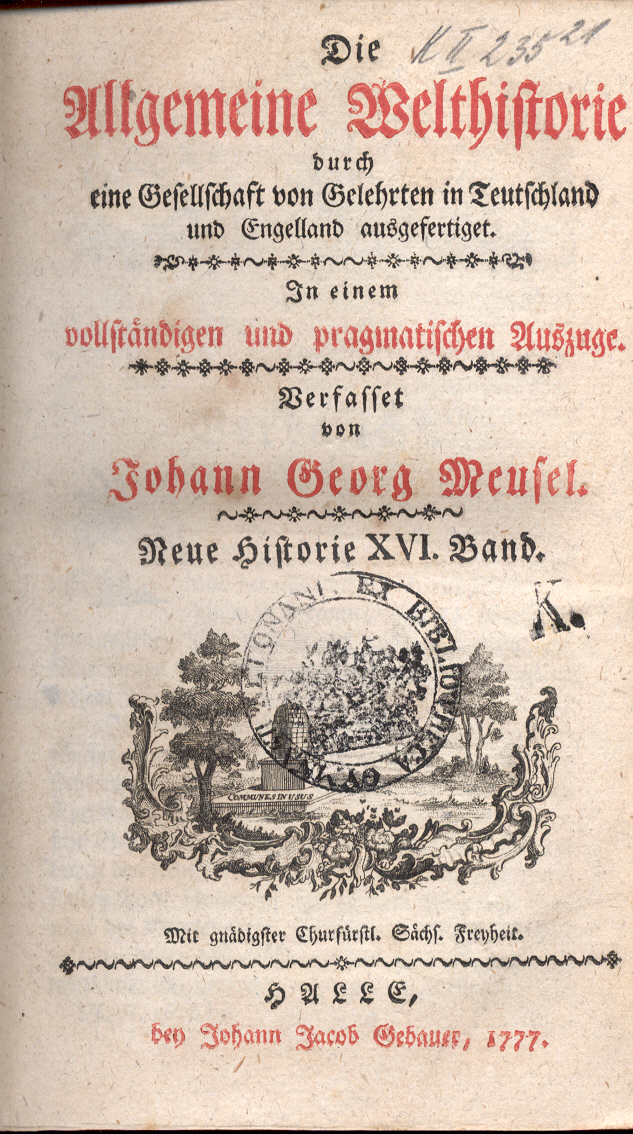
Johann Georg Meusel: Die Allgemeine Welthistorie […], Band 16; Halle 1777; Titel